# Argyrolepidia basiplaga
Argyrolepidia basiplaga là một loài bướm đêm trong họ Noctuidae.